# Alvin Gibbs
Alvin Gibbs är en brittisk punkmusiker och författare. Han är långvarig basist i punkpionjärgruppen UK Subs, och även känd som Iggy Pops turnébasist 1988. Han har skrivit böckerna Neighbourhood Threat: On Tour With Iggy Pop och The Definitive History of Punk.

## Karriären
Alvin Gibbs trädde in i den legendariska punkgruppen UK Subs år 1980. Innan det hade han spelat i bland annat The Users, som släppte två singlar 1977 (Sick of You/In Love With Today) och 1978 (Kicks In Style). I The Users heter han på ena skivomslaget Bobby Kwok, utan sin egen vetskap.
Med UK Subs stannade han första gången fram till år 1983. Under tiden spelade UK Subs in två av sina mest uppskattade album, Diminished Responsibility (som led av dålig produktion), som innehöll hitsingeln Party In Paris, och Endangered Species. Den senare (släppt 1982) fick vid tiden för släppet inte lika mycket uppmärksamhet som sin föregångare, men har senare fått upprättelse, bland annat genom att flera grupper (bl.a. Guns N Roses har spelat in versioner av dess låtar. Mellan 1980 och 1983 gjorde UK Subs flera europeiska turnéer och en amerikansk, och spelade bl.a. som första brittiska rockgrupp i det då kommunistiska Polen. I Warszawa spelade bandet inför 24 000 personer, vilket till dags dato är den största publik UK Subs har spelat för som headlinande band.
I och med den nya vågen av punkmusik i mitten av 1980-talet, blev UK Subs mer eller mindre bortglömt och gruppen splittrades – trots att sångaren Charlie Harper fortsatte spela under samma namn.
Gibbs fortsatte ändå samarbetet med Harper, i supergruppen Urban Dogs, med bland annat KNOX från Vibrators. Urban Dogs blev aldrig mycket mer än ett kultband i Storbritannien, trots att det gav ut två skivor, Urban Dogs år 1983 och No Pedigree år 1985. Efter 1985 splittrades Urban Dogs och Gibbs flyttade till Los Angeles, där han spelade i mer eller mindre okända grupper, ända tills han år 1988 fick ett samtal av Hanoi Rocks före detta gitarrist Andy McCoy, som erbjöd honom en plats i legenden Iggy Pops turnéband. Från turnén släpptes ett livealbum, och Gibbs skrev senare en bok om sina turnéupplevelser med Pop och McCoy. Boken fick namnet Neighbourhood Threat: On Tour With Iggy Pop, och är mest känd för historierna om McCoys extravaganta beteende. 
År 1990 slog Gibbs påsarna ihop med den andre Hanoi Rocks-gitarristen Nasty Suicide, i bandet Cheap and Nasty. Cheap and Nasty fick ett gott mottagande och spelades flitigt både i radio och MTV, men splittrades år 1994, efter två skivsläpp, på grund av att gruppens frontman Nasty Suicide hoppade av för att gå med i Demolition 23. Då hade Gibbs redan hunnit släppa sin andra bok, The Definitive History och Punk. Boken har gått ganska obemärkt genom historien, om man inte råkar höra till de närmast sörjande. 
Efter Cheap And Nasty återförenades Urban Dogs, och släppte en ny skiva år 1998. På nittiotalet spelade han också igen i Subs, där han spelar än i dag. År 1996 bandades två skivor, Quintessential och Riot, in för bandets 20-årsjubileum. Skivorna fick den bästa kritiken i bandets historia. Alvin Gibbs har också gjort många gästframträdande med en uppsjö av andra punkgrupper. 

## Alvin Gibbs band
- The Users
- UK Subs
- Urban Dogs
- Iggy Pop
- Cheap And Nasty

## Diskografi
Studioalbum
- Diminished Responsibility (UK Subs, 1981)
- Endangered Species (UK Subs, 1982)
- Urban Dogs (Urban Dogs). 1983)
- No Pedigree (Urban Dogs, 1985)
- A.W.O.L (UK Subs, 1985)
- Beautiful Disaster (Cheap & Nasty, 1991)
- Cool Talk Injection (Cheap & Nasty, 1994)
- Quintessentials (UK Subs, 1996)
- Riot (UK Subs, 1996)
- Wipeout Beach (Urban Dogs, 1998)
- The Revolution’s Here (UK Subs, 2000)
- Time Warp (UK Subs, 2000, nyinspelning av gamla hits)

## Böcker
- Neighbourhood Threat: On The Road With Iggy Pop (1988)
- Destroy - The Definitive History of Punk (1993)